# Aiphanes pilaris
Aiphanes pilaris là loài thực vật có hoa thuộc họ Arecaceae. Loài này được R.Bernal mô tả khoa học đầu tiên năm 2001.